# Dicranomyia (Zelandoglochina) miniata
Dicranomyia (Zelandoglochina) miniata is een tweevleugelige uit de familie steltmuggen (Limoniidae). De soort komt voor in het Neotropisch gebied.